# فوتودیود

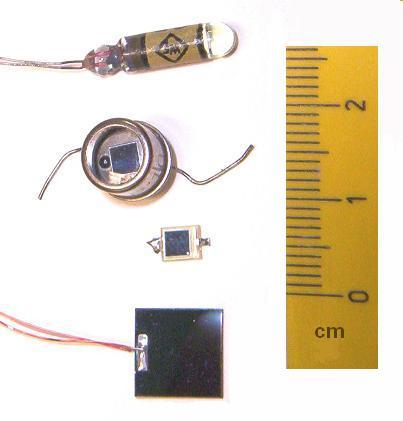
چهار فوتودیود

نماد فوتودیود.

فوتودیود (به انگلیسی: photodiode) یا دیودِ نوری گیرنده یک قطعه پیوندی p-n نیم‌رسانا است که نور را به جریان الکتریکی تبدیل می کند. جریان زمانی ایجاد می شود که فوتون ها در فوتودیود جذب شوند. فوتودیودها ممکن است حاوی فیلترهای نوری، لنزهای داخلی باشند و ممکن است دارای سطح بزرگ یا کوچک باشند. فوتودیودها معمولاً با افزایش سطح سطح، زمان پاسخ آهسته‌تری دارند. سلول خورشیدی متداول و سنتی که برای تولید انرژی خورشیدی الکتریکی استفاده می شود، یک دیود نوری با مساحت بزرگ است.
فوتودیودها شبیه دیودهای نیم‌رسانای معمولی هستند با این تفاوت که ممکن است در معرض دید (برای تشخیص اشعه ماوراء بنفش خلاء یا اشعه ایکس) قرار گیرند یا با یک پنجره یا اتصال فیبر نوری بسته‌بندی شوند تا نور به قسمت حساس قطعه برسد.
  بسیاری از دیودهایی که برای استفاده به‌ویژه به‌عنوان فوتودیود طراحی شده‌اند، از پیوند پین به جای پیوند p–n برای افزایش سرعت پاسخ استفاده می‌کنند. فتودیود طوری طراحی شده است که در بایاس معکوس کار کند.

## کارکرد

طرز کار فوتودیود

فوتودیود یک نوع حسگر نور است که بسته به مورد عملیات لازم می‌تواند انرژی نورانی را به جریان الکتریکی تبدیل کند. فتودیودها شباهت زیادی به دیودهای نیمه رسانای معمولی دارند، با این تفاوت که دیودهای فوتونی هم می‌توانند در معرض انرژی نورانی (برای شناسایی اشعه X یا خلاء UV) قرار گیرد و هم می‌تواند در اتصالات پنجره یا فیبر نوری تعبیه شود تا نور به درون قسمت‌های حساس آن وارد شود. لازم به ذکر است در ساختمان بسیاری از دیودهایی که به صورت دیود فوتونی ساخته می‌شوند از پیوند PIN استفاده می‌شود(تا پیوند P-N)